# فهرست شهرهای استان یزد
فهرست شهرهای‌های استان یزد سرشماری مرکز آمار ایران در سال ۱۳۹۵

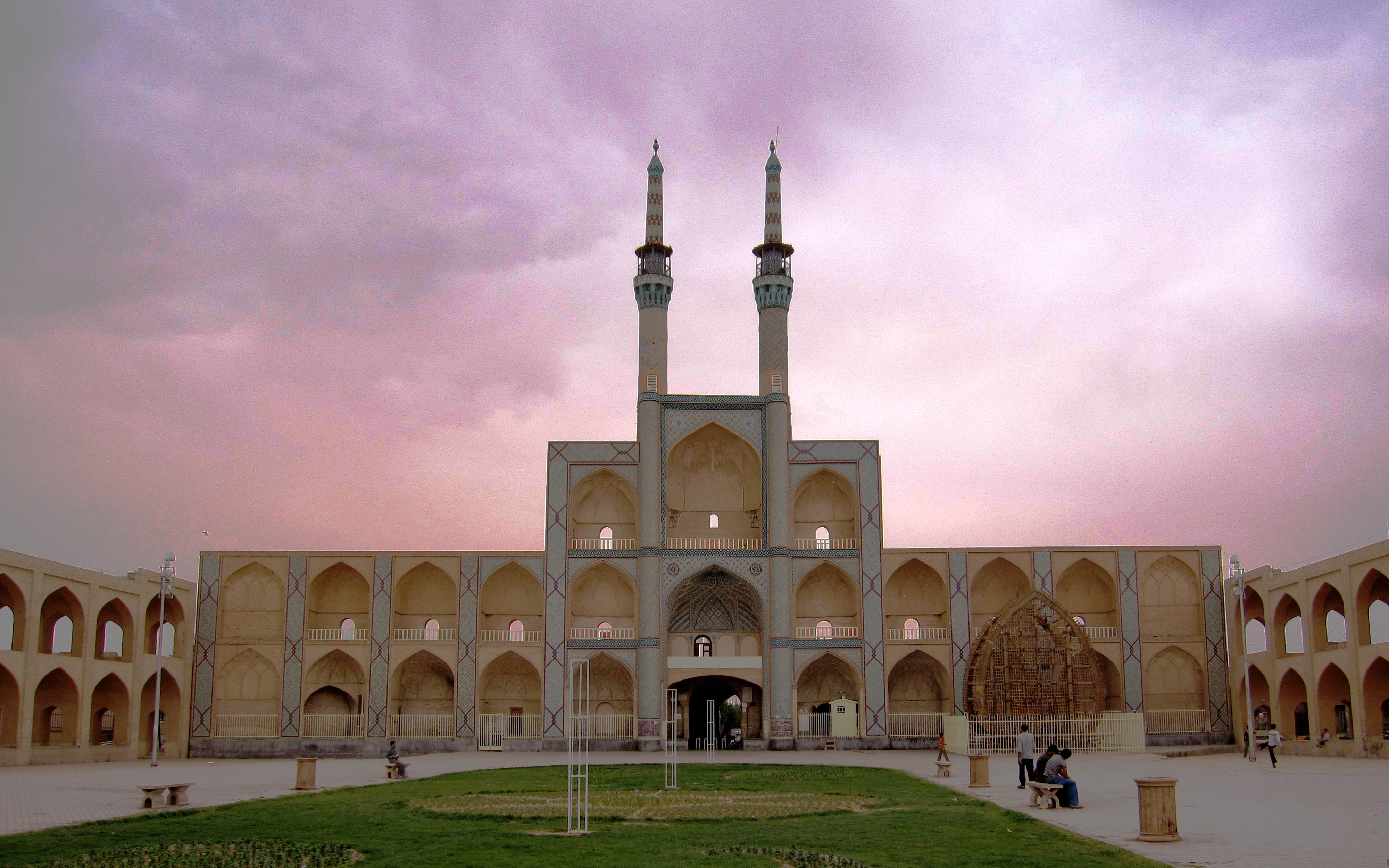
یزد، پرجمعیت‌ترین شهر استان یزد

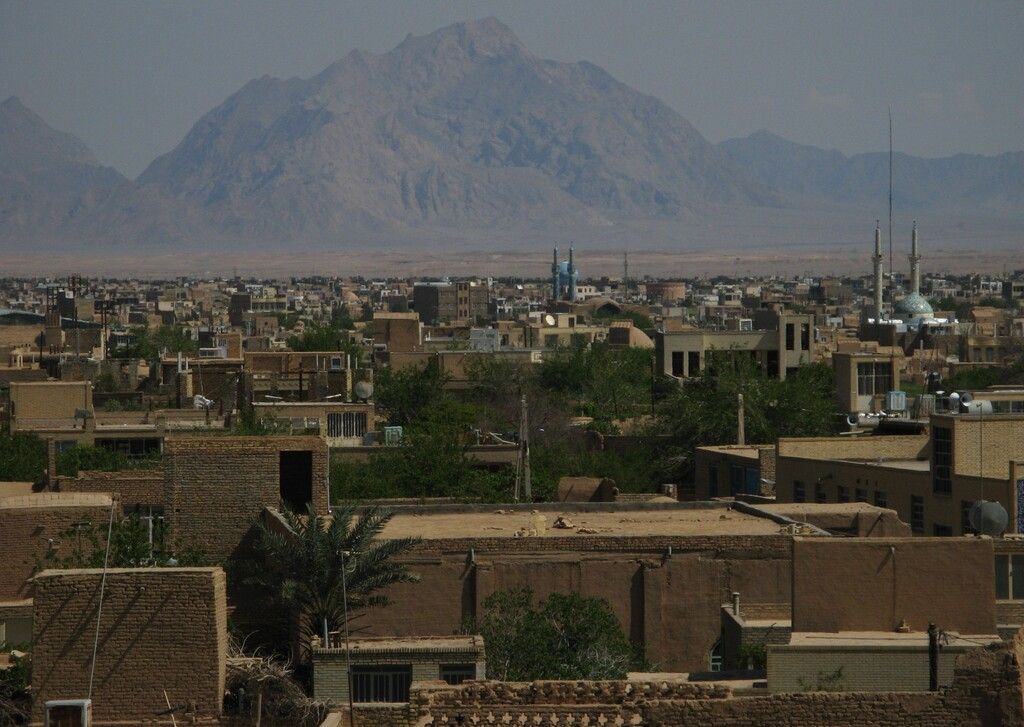
نمایی از شهر یزد

| ردیف | نام شهرها | شهرستان       | جمعیت سال ۹۵ | رتبه در شهرستان |
| ---- | --------- | ------------- | ------------ | --------------- |
| ۱    | یزد       | یزد           | ۵۲۹۶۷۳       | ۱               |
| ۲    | میبد      | میبد          | ۸۰٬۷۱۲       | ۲               |
| ۳    | اردکان    | اردکان        | ۷۵٬۲۷۱       | ۳               |
| ۴    | بافق      | بافق          | ۴۵٬۴۵۳       | ۴               |
| ۵    | مهریز     | مهریز         | ۳۴٬۲۳۷       | ۵               |
| ۶    | ابرکوه    | ابرکوه        | ۲۷٬۵۲۴       |                 |
| ۷    | اشکذر     | شهرستان اشکذر | ۱۹۱۲۳        | ۱               |
| ۸    | تفت       | تفت           | ۱۸٬۴۶۴       | ۸               |
| ۹    | هرات      | خاتم          | ۱۳٬۰۳۲       | ۹               |
| ۱۰   | زارچ      | زارچ          | ۱۱٬۶۹۱       | ۱۰              |
| ۱۱   | مروست     | مروست         | ۹٬۳۷۹        | ۱۱              |
| ۱۲   | بهاباد    | بهاباد        | ۹٬۲۳۲        | ۱۲              |
| ۱۳   | مهردشت    | ابرکوه        | ۸٬۰۹۷        | ۲               |
| ۱۴   | مجومرد    | اشکذر         | ۴٬۰۰۰        | ۲               |
| ۱۵   | بفروئیه   | میبد          | ۶٬۹۳۹        | ۲               |
| ۱۶   | احمدآباد  | اردکان        | ۶٬۰۴۶        | ۲               |
| ۱۷   | ندوشن     | میبد          | ۲٬۳۵۱        | ۳               |
| ۱۸   | عقدا      | اردکان        | ۱٬۷۵۴        | ۳               |
| ۱۹   | نیر       | تفت           | ۱٬۷۴۰        | ۳               |
| ۲۰   | بخ        | تفت           | ۷۱۸          | ۳               |
| ۲۱   | خضرآباد   | اشکذر         | ۵۳۵          | ۲               |
| ۲۲   | خرانق     | اردکان        | ۴۳۷          | ۴               |